# Джет (Оклахома)
Джет (англ. Jet) — місто (англ. town) в США, в окрузі Алфалфа штату Оклахома. Населення — 197 осіб (2020).

## Географія
Джет розташований за координатами 36°39′59″ пн. ш. 98°10′53″ зх. д. / 36.66639° пн. ш. 98.18139° зх. д. (36.666400, -98.181375).  За даними Бюро перепису населення США в 2010 році місто мало площу 0,81 км², уся площа — суходіл.

### Клімат
| Клімат : Джет         | Клімат : Джет | Клімат : Джет | Клімат : Джет | Клімат : Джет | Клімат : Джет | Клімат : Джет | Клімат : Джет | Клімат : Джет | Клімат : Джет | Клімат : Джет | Клімат : Джет | Клімат : Джет | Клімат : Джет |
| Показник              | Січ.          | Лют.          | Бер.          | Квіт.         | Трав.         | Черв.         | Лип.          | Серп.         | Вер.          | Жовт.         | Лист.         | Груд.         | Рік           |
| Середній максимум, °C | 6,6           | 9,9           | 15,5          | 21,5          | 26,4          | 31,9          | 35,5          | 34,3          | 29,1          | 23,1          | 14,7          | 8,3           | 21,4          |
| Середній мінімум, °C  | −6,6          | −3,8          | 1,2           | 7,8           | 13,3          | 18,3          | 21,1          | 19,9          | 15,5          | 8,6           | 1,7           | −4,2          | 7,7           |
| Норма опадів, мм      | 18            | 25            | 61            | 69            | 99            | 89            | 69            | 84            | 84            | 53            | 46            | 20            | 714           |
| --------------------- | ------------- | ------------- | ------------- | ------------- | ------------- | ------------- | ------------- | ------------- | ------------- | ------------- | ------------- | ------------- | ------------- |
| Джерело: weather.com  |               |               |               |               |               |               |               |               |               |               |               |               |               |

## Демографія
Згідно з переписом 2010 року, у місті мешкало 213 осіб у 101 домогосподарстві у складі 62 родин. Густота населення становила 264 особи/км².  Було 143 помешкання (177/км²).
Расовий склад населення:
| - 93,0 % — білих - 0,9 % — корінних американців - 3,8 % — осіб інших рас |

До двох чи більше рас належало 2,3 %. Частка іспаномовних становила 4,2 % від усіх жителів.
За віковим діапазоном населення розподілялося таким чином: 19,7 % — особи молодші 18 років, 48,8 % — особи у віці 18—64 років, 31,5 % — особи у віці 65 років та старші. Медіана віку мешканця становила 49,9 року. На 100 осіб жіночої статі у місті припадало 104,8 чоловіків;  на 100 жінок у віці від 18 років та старших — 103,6 чоловіків також старших 18 років.
Середній дохід на одне домашнє господарство  становив 54 962 долари США (медіана — 41 719), а середній дохід на одну сім'ю — 58 616 доларів (медіана — 43 333). За межею бідності перебувало 14,1 % осіб, у тому числі 20,8 % дітей у віці до 18 років та 0,0 % осіб у віці 65 років та старших.
Цивільне працевлаштоване населення становило 92 особи. Основні галузі зайнятості: фінанси, страхування та нерухомість — 20,7 %, сільське господарство, лісництво, риболовля — 20,7 %, транспорт — 14,1 %, роздрібна торгівля — 10,9 %.